# Ōkubo Haruno
Pour les articles homonymes, voir Ōkubo.
Ōkubo Haruno est un nom japonais traditionnel ; le nom de famille (ou le nom d'école), Ōkubo, précède donc le prénom (ou le nom d'artiste).
Le baron Ōkubo Haruno (大久保春野, 8 octobre 1846-26 janvier 1915) est un général de l'Armée impériale japonaise.

## Biographie
Né dans une famille de samouraïs, Ōkubo descend du clan Ōkubo, anciens daimyōs du domaine d'Odawara, qui servent comme prêtres shinto héréditaires d'un sanctuaire de la province de Tōtōmi (actuelle préfecture de Shizuoka). Avec son père, il combat comme samouraï durant la guerre de Boshin de la restauration de Meiji. Ōkubo étudie ensuite dans une école militaire à Osaka pour entrer dans la nouvelle Armée impériale japonaise et est envoyé en France en octobre 1870 pour poursuivre sa formation. De retour au Japon en juillet 1875, il sert à divers postes d'état-major au ministère de la Guerre. Il est nommé commandant de bataillon du 14e régiment d'infanterie de la garnison de Kumamoto en mai 1880, et retourne à l'État-major de l'Armée impériale japonaise en décembre 1882. Il reçoit le commandement du 12e régiment d'infanterie en mars 1886 et est promu colonel en 1889. En juin 1890, il devient commandant de l'école d'infanterie de Toyama, et en juin 1891, il est nommé commandant de l'Académie de l'Armée impériale japonaise.
En 1894, Ōkubo est promu major-général et reçoit le commandement de la 7e brigade d'infanterie qui livre de durs combats durant la première guerre sino-japonaise, en particulier à Haicheng et à Fengcheng en Mandchourie. Elle participe également à la conquête de Taïwan. En décembre 1897, Ōkubo devient commandant de la 1re brigade de garde.
En 1900, Ōkubo est promu lieutenant-général et chef d'état-major de l'inspection générale de l'entraînement militaire. En mai 1902, il est nommé commandant de la 6e division. Durant la guerre russo-japonaise, la division est attachée à la 2e armée, mais après la bataille du Cha-Ho, elle est transférée à la 4e armée juste avant la bataille de Mukden. Après cette guerre, il est décoré de l'ordre du Soleil levant (1re classe) et de l'ordre du Milan d'or (2e classe). En juillet 1906, il est transféré à la tête de la 3e division, et en septembre 1907, il reçoit le titre de baron (danshaku) selon le système de noblesse kazoku.
Après sa promotion de général le 7 août 1908, Ōkubo devient commandant de l'armée japonaise de Corée. Il entre dans la réserve le 18 août 1911. Après sa mort en janvier 1915, il est élevé au 2e rang de cour à titre posthume.

## Source de la traduction
- (en) Cet article est partiellement ou en totalité issu de l’article de Wikipédia en anglais intitulé « Ōkubo Haruno » (voir la liste des auteurs).